# Distretto di Yintai
Il distretto di Yintai (印台区S, Yìntái QūP) è un distretto della Cina, situato nella provincia dello Shaanxi e amministrato dalla prefettura di Tongchuan.